# العلاقات اليابانية السورينامية
العلاقات اليابانية السورينامية هي العلاقات الثنائية التي تجمع بين اليابان وسورينام.

## مقارنة بين البلدين
هذه مقارنة عامة ومرجعية للدولتين:
| وجه المقارنة                                              | اليابان         | سورينام                        |
| --------------------------------------------------------- | --------------- | ------------------------------ |
| المساحة (كم2)                                             | 377.97 ألف      | 163.27 ألف                     |
| عدد السكان (نسمة)                                         | 126.79 مليون    | 563.40 ألف                     |
| الكثافة السكانية (ن./كم²)                                 | 335.45          | 3.45                           |
| العاصمة                                                   | طوكيو           | باراماريبو                     |
| اللغة الرسمية                                             | اللغة اليابانية | اللغة الهولندية                |
| العملة                                                    | ين ياباني       | دولار سورينامي، غيلدر سورينامي |
| الناتج المحلي الإجمالي (بليون دولار)                      | 4.87 تريليون    | 3.32 مليار                     |
| الناتج المحلي الإجمالي (تعادل القوة الشرائية) بليون دولار | 5.18 تريليون    | 9.07 مليار                     |
| الناتج المحلي الإجمالي الاسمي للفرد دولار أمريكي          | 34.52 ألف       | 9.48 ألف                       |
| الناتج المحلي الإجمالي للفرد دولار أمريكي                 | 36.62 ألف       | 16.64 ألف                      |
| مؤشر التنمية البشرية                                      | 0.903           | 0.714                          |
| رمز المكالمات الدولي                                      | +81             | +597                           |
| رمز الإنترنت                                              | .jp             | .sr                            |
| المنطقة الزمنية                                           | توقيت اليابان   | 00                             |

## منظمات دولية مشتركة
يشترك البلدان في عضوية مجموعة من المنظمات الدولية، منها:
| علم المنظمة | اسم المنظمة                        | تاريخ انضمام اليابان | تاريخ انضمام سورينام |
| ----------- | ---------------------------------- | -------------------- | -------------------- |
|             | يونسكو                             | 2 يوليو 1951         | 16 يوليو 1976        |
|             | مؤسسة التمويل الدولية              | 20 يوليو 1956        | 1 سبتمبر 2011        |
|             | منظمة حظر الأسلحة الكيميائية       | ?                    | ?                    |
|             | منظمة التجارة العالمية             | ?                    | ?                    |
|             | وكالة ضمان الاستثمار متعدد الأطراف | 12 أبريل 1988        | 2 يوليو 2003         |
|             | الاتحاد البريدي العالمي            | ?                    | ?                    |
|             | الاتحاد الدولي للاتصالات           | 29 يناير 1879        | 15 يوليو 1976        |
|             | منظمة الشرطة الجنائية الدولية      | ?                    | ?                    |
|             | الأمم المتحدة                      | 18 ديسمبر 1956       | 4 ديسمبر 1975        |
|             | البنك الدولي للإنشاء والتعمير      | 13 أغسطس 1952        | 27 يونيو 1978        |
|             | المنظمة الهيدروغرافية الدولية      | ?                    | ?                    |

## وصلات خارجية
- موقع وزارة الخارجية اليابانية
- موقع وزارة الخارجية السورينامية